# Collarada
Collarada – szczyt w Pirenejach na północy Hiszpanii. Administracyjnie należy do prowincji Huesca. Szczyt bardzo dobrze widać z pobliskiej miejscowości Larres.